# Мегабит
Мегабит е единица за цифрова информация или за компютърна памет, кратна на бит (bit). В съответствие с международния стандарт IEC 80000, част 13, единиците бит и байт се използват с представки от Международната система единици (SI). Представката мега- (символ M) е определена в като множител 106 (милион).
- 1 мегабит = 106 бита = 1 000 000 бита

IEC препоръчва единицата мегабит да се означава със символа Mbit, но се използва и Mb.
Ако вземем обичайния размер от 8 бита за един байт, то 1 Mbit ще е равен на 125 килобайта (kB) или приблизително на 119 кибибайта (KiB).
Мегабитът е тясно свързан с мебибита (Mibit), която единица е образувана с помощта на двоичната представка меби- (символ Mi):
- 1 мебибит = 220 бита = 1 048 576 бита, или с около 5% по-голям от мегабит.